# 康韋山脈
79°16′S 159°30′E / 79.267°S 159.500°E
康韋山脈（英語：Conway Range）是南極洲的山脈，位於奧次地，處於馬洛克冰川和卡萊恩冰川之間，屬於庫克山脈的一部分，由英國探險隊發現，現時由南極條約體系管理。